# Scuola semiotica di Tartu-Mosca
La Scuola semiotica di Tartu-Mosca è una scuola di pensiero scientifica attiva nell'ambito della semiotica e delle scienze umane sovietiche negli anni 1960, settanta e ottanta. La scuola raccoglieva studiosi di Tartu (in particolare provenienti dall'Istituto di letteratura russa dell'Università di Tartu) e di Mosca, e anche di Erevan, Riga, Vilnius e altre città.
Fondata nel 1964 da Juri Lotman, la Scuola semiotica di Tartu-Mosca annovera tra i suoi membri più prominenti intellettuali quali Boris Uspensky, Vyacheslav Ivanov, Vladimir Toporov, Mikhail Gasparov, Alexander Piatigorsky, e Isaak I. Revzin. Come risultato del loro lavoro collettivo, i membri della Scuola hanno fornito una cornice teorica agli studi attorno alla semiotica della cultura. L'approccio della scuola prevede una combinazione di metodi informatici, linguaggi e i sistemi di segni culturali, interpretati come un codice universale costituito da opposti binari.
La Scuola di Semiotica di Tartu-Mosca ha sviluppato un metodo innovativo e multidimensionale di analisi culturale. In questo approccio i linguaggi della cultura sono interpretati come sistemi di modellizzazione secondari in relazione al linguaggio verbale. Questo metodo permette una comprensione produttiva dell’uso di diversi linguaggi all’interno della cultura.
La Scuola è in particolare conosciuta per la produzione della rivista Sign System Studies, inizialmente pubblicata in russo con il nome Труды по знаковым системам. La rivista, fondata nel 1964 e pubblicata dalla University of Tartu Press, è la più antica rivista del mondo nell'ambito degli studi semiotici.

## Storia della Scuola
I fondatori della Scuola si sono fondati sulle opere dei formalisti russi (Tynjanov, Šklovskij, Propp), collegando diversi campi di analisi, dalla letteratura alla musica, dalla pittura (e in genere la rappresentazione visiva) alla mitologia, dal folklore alla religione. Più in particolare, è possibile far risalire le idee di base della Scuola all'inizio del XX secolo, periodo in cui Tinyanov, assieme a Šklovski ed Eichenbaum, dà vita ad una scuola formale di strutturalismo russo.
È possibile individuare, nello sviluppo della Scuola, diverse fasi. Durante la sua prima fase, nel decennio tra il 1960 e il 1970, la Scuola di Semiotica di Tartu-Mosca ha seguito un approccio prevalentemente strutturalista, fortemente influenzato dal formalismo russo. Dal 1964 si sono tenute scuole estive sui sistemi di modellizzazione secondaria (fino al 1970), sono stati pubblicati i «Труды по знаковым системам» (Sign Systems Studies), sono stati fatti tentativi di conciliare il metodo matematico e quello linguistico.
Alcuni ricercatori sottolineano il carattere esoterico e chiuso della scuola di Tartu. I temi principali indagati dagli esponenti della Scuola riguardano le opposizioni binarie all'interno della cultura (vista come un macrotesto o, nei termini di Lotman, "semiosfera"), i rituali e gli archetipi.
Dagli anni '80 in poi, l’approccio della Scuola può essere definito come post-strutturalista. In questi anni la Scuola risente fortemente dell’influenza del concetto di semiosfera teorizzato da Juri Lotman. A metà degli anni 1980 la scuola semiotica di Tartu-Mosca si scioglie.
A partire dagli anni '90, gli studi della Scuola di Semiotica di Tartu-Mosca sono portati avanti dalla Scuola di Semiotica di Tartu, che ha luogo nel Dipartimento di Semiotica dell’Università di Tartu. Alla sua guida, tra gli altri, figurano Kalevi Kull, Peeter Torop e Mihhail Lotman.
La Scuola ha inoltre contribuito alla riscoperta dell'opera di Michail Bachtin e Pavel Florenskij.

## Semiotica della cultura
La semiotica della cultura, portata in auge dalla Scuola di Tartu-Mosca, è un campo di ricerca all'interno della semiotica generale. La nozione si ispira alla linguistica strutturale di Ferdinand de Saussure, alle idee del formalismo russo e dal Circolo linguistico di Praga, assieme ad altre linee teoriche individuali le cui successive iterazioni si allontanano talvolta radicalmente da queste influenze.
Juri Lotman è considerato il principale rappresentante della semiotica della cultura. Alla base dello studio della semiotica della cultura ci sono le nozioni di "testo", "sistema di modellazione", "linguaggio", la teoria lotmaniana della "semiosfera" e lo stesso concetto di "cultura".
I concetti fondanti della semiotica della cultura vengono formulati a partire dagli anni '60, ma è possibile definire come anno di nascita ufficiale per la semiotica della cultura il 1973, anno in cui Lotman, assieme a Vjacheslav Ivanov, Aleksandr M. Pjatigorskij, Vladimir N. Toporov e Boris A. Uspenskij pubblicò per la prima volta il manifesto Tesi sullo studio semiotico delle culture (applicato ai testi Slavi). Il testo, considerato prodotto fondante della scuola, è utilizzato per identificare i confini di creazioni materiali, esperienze, occorrenze e di numerose altre entità culturalmente integrate o artistiche. La definizione dei limiti e l'analisi delle interrelazioni tra queste creazioni permette di esaminare in maniera dettagliata le dinamiche alla base della cultura. Dal momento che i confini di tali entità sono variabili, non ne viene fornita una definizione chiusa; al contrario, viene enfatizzata la significazione culturale alla base del confronto tra un testo ed il suo uso all'interno della società.
Da un punto di vista generale, il programma di ricerca della semiotica della cultura mira a esaminare l'intero aggregato di sistemi di segni in quanto entità unite dalla cultura, in modo tale da conoscerne la quantità, la gerarchia, l'influenza reciproca o la loro correlazione funzionale, sia da un punto di vista sincronico che diacronico.

## Le fasi di sviluppo della Semiotica della cultura
La semiotica della cultura si è sviluppata a partire dalla semiotica linguistica unita alla semiotica del testo. La combinazione di questi indirizzi di pensiero ha portato alla definizione del concetto di semiosfera.

### Prima fase
La semiotica della cultura nasce da una concezione semiotica della nozione di cultura. La cultura è vista come un sistema multilinguistico in cui, parallelamente ai linguaggi naturali, esistono sistemi di modellazione secondaria (mitologia, ideologia, etica, etc.) che si basano sui linguaggi naturali o che impiegano i linguaggi naturali per la loro descrizione o spiegazione (come musica o balletto) o per un'antologizzazione del linguaggio ("linguaggio" filmico, "linguaggio" teatrale, etc.).
Diversamente dalla tradizione europea e statunitense, la semiotica sovietica pone le sue radici non solo nelle teorie sviluppate dalla linguistica pura, ma anche dalle idee emerse da studi letterari come quelli condotti dall'OPOYAZ, dal Circolo linguistico di Mosca e da altri gruppi formali e informali che, negli anni venti, combinavano interessi linguistici e letterari.
A partire dagli anni sessanta, la Scuola di semiotica di Tartu-Mosca cerca attivamente di incorporare elementi di eredità formalista in un'ottica innovativa e più aperta, rispetto ad una semplice ripresa del formalismo. All'interno del primo volume di Trudy po znakovуm sistemam (Sign System Studies), Lotman stesso si dimostra piuttosto critico nei confronti del puro metodo formalista.

### Seconda fase
La seconda fase ha visto l'introduzione del concetto di testo come elemento principale alla base della semiotica culturale. La nozione di testo può, in questo senso, denotare al tempo stesso sia un prodotto distinto, sia un'entità astratta e non visibile (come ad esempio un costrutto mentale insito nella coscienza collettiva o nel subconscio individuale). Il testo e la testualizzazione simboleggiano la definizione dell'oggetto preso in esame; l'aspetto puramente testuale dell'analisi di un testo include operazioni effettuate con sistemi di segni chiaramente definiti, testi o combinazioni di testi. L'aspetto processuale dell'analisi testuale presuppone la definizione, la costruzione o la ricostruzione di una totalità. In questo modo l'analisi, nella sua interezza, contribuisce a combinare astrazione e completezza, staticità e dinamismo in un unico concetto: il testo.

### Terza fase
L'analisi di un oggetto definito è tuttavia statica: questa consapevolezza, unita alla necessità di tenere in considerazione la mutevolezza delle dinamiche culturali, ha portato Lotman all'introduzione del concetto di semiosfera. Nonostante sia caratterizzata da attributi molto simili a quelli alla base del concetto di testo (definibilità, struttura, coerenza), l'introduzione della semiosfera costituisce un passo importante dal punto di vista dell'analizzabilità della cultura. La cultura umana costituisce la semiosfera, un sistema globale che consiste a sua volta di semiosfere correlate e provenienti da epoche differenti (diacronicità della semiosfera) e livelli diversi (sincronicità della semiosfera). Ogni semiosfera può essere esaminata in quanto singola totalità, ma è necessario tenere a mente che, all'interno della cultura, ogni totalità analizzata è frutto di una totalità superiore. Questo principio metodologico, alla base del concetto di semiosfera, costituisce un dialogo infinito tra la totalità di un sistema, ciascuna delle sue parti e i processi dinamici della dimensione in cui essi operano.

## Le Scuole estive a Kääriku
L'attività culturale della Scuola di Semiotica di Tartu-Mosca ha incluso l'istituzione di Scuole estive a Kääriku, Estonia. A dare vita alle Scuole estive è stato lo stesso Lotman, il quale, ispirato dal primo Simposio di Studi Strutturali sui Sistemi di Segni (Mosca, 1962), propose una cooperazione ai suoi colleghi di Mosca.
In una lettera a Vyacheslav Ivanov risalente al 31 gennaio 1964, Lotman espone quelli che, secondo lui, sarebbero stati i principi alla base delle Scuole estive:
- In conformità con l'Hamburg Score di Viktor Shklovsky, i partecipanti sarebbero stati tenuti ad esprimersi onestamente e in maniera non deduttiva.
- La partecipazione alle Scuole estive sarebbe stata possibile solo su invito: partecipanti esterni non sarebbero stati accettati.
- Il numero massimo dei partecipanti avrebbe dovuto oscillare tra le 35 e le 40 persone.
- Prima dell'inizio del simposio, Lotman riteneva opportuno pianificare un elenco di argomenti preliminari e delle questioni che si intendeva discutere.

Il nome scelto per la Scuola estiva fu quello Scuola estiva sui Sistemi di Modellizzazione Secondaria. Secondo V. Uspensky, il titolo scelto era dotato delle seguenti qualità:
- era dotato di un'allure scientifica;
- era completamente incomprensibile;
- se necessario, sarebbe stato possibile spiegarlo: i sistemi di modellizzazione primaria sono costituiti dai linguaggi naturali, mentre tutti quelli costruiti su di essi sono classificabili come secondari.

### La prima Scuola Estiva: 19-29 agosto 1964
La prima summer school è stata caratterizzata da presentazioni riguardanti ambiti diversi, ma unite da un'inclinazione semiotico-strutturalista. Nonostante gli argomenti presi in esame fossero per la maggior parte legati all'ambito della semiotica, l'approccio semiotico non ha rappresentato l'unico alla base delle analisi presentate.
Gli argomenti discussi provenivano da diversi campi del sapere, alcuni di essi avvolti da un'aura esoterica: mito, rituale, tarocchi, Atharveda, Buddismo, gioco, insegnamento, pittura, icona, musica indiana, inno Rigveda, poesia, linguaggio cinematico, personologia. Nonostante l'eterogeneità dei temi trattati, le idee fondamentali alla base di tutte le presentazioni erano legate dall'approccio ereditato dalla linguistica strutturale e dal tentativo di rendere scienze esatte le scienze umane.

### La seconda Scuola Estiva: 16-26 agosto 1966
La seconda summer school ha visto, tra gli altri, anche la presenza del linguista e semiologo Roman Jakobson. Il programma di questa scuola estiva ha incluso interventi su temi come la tipologia della cultura, la tipologia dei testi e la modellizzazione di spazio e tempo nei sistemi semiotici.

### La terza Scuola Estiva: 10-18 maggio 1968
Nel periodo della terza summer school, le teorie semiotiche iniziavano ad avere risonanza negli ambienti culturali contemporanei. Rispetto alla prima summer school,  Scuola estiva del 1968 fu caratterizzata da un approccio teoretico molto più generale.
Tra i temi discussi nel corso di questa summer school, le prospettive future per lo sviluppo della semiotica, esposte con un tono perlopiù ottimistico.

### La quarta Scuola Estiva: 17–24 agosto 1970
Le discussioni che ebbero luogo durante questa summer school ruotavano prevalentemente attorno al concetto di semiotica della cultura. La Scuola incluse anche una presentazione del semiologo ungherese Thomas Sebeok sui diversi tipi di segni.

### Il primo Simposio sulla Semiotica degli Studi Umanistici (Winter School: 8-12 febbraio 1974, Tartu)
Il programma del Simposio rifletteva l'ampliamento degli interessi dell'arte del linguaggio alle tipologie di cultura e alla semiotica comportamentale. Le presentazioni e le discussioni del simposio esprimevano un riferimento costante al potenziale utilizzo dell'approccio semiotico per lo sviluppo di future tecnologie. .

## Esponenti principali e contributi
La Scuola di Semiotica di Tartu-Mosca, come suggerito dal nome, unisce le istanze culturali provenienti da due tradizioni diverse: quella estone e quella russa.
I membri della Scuola legati all'ambiente culturale di Tartu si focalizzano prevalentemente sugli studi letterari, a loro volta combinati con discipline differenti. Tra questi, oltre a Lotman, sua moglie Zara Mints e Igor Černov, figurano anche l'orientalista Linnart Mäll e il musicologo Boris Gasparov.

### Tartu

#### Jurij Lotman
Juri Lotman è il fondatore della Scuola di Semiotica di Tartu-Mosca. Ad ispirare Lotman sono stati in particolare il primo simposio di Studi Strutturali dei Sistemi di Segni (Mosca 1962), il Formalismo Russo, gli studi di De Saussure e del Circolo di Praga, oltre che quelli di diverse scuole linguistiche. A Lotman è da attribuirsi lo studio della semiotica della cultura e della semiotica del testo artistico, tra gli orizzonti più promettenti della Scuola.

### Mosca
I rappresentanti legati alla tradizione russa hanno apportato alla Scuola contributi nell'ambito del campo della linguistica strutturale. Tra questi figurano V.V. Ivanov, Alexander Zholkovsky e Vladimir Toporov, ma anche il folklorista Elezar Meletinsky, il filologo classico Mikhail Gasparov ed il matematico Yuri Levin.

#### Alexander Piatigorsky
A. Piatigorsky fu tra i protagonisti della Scuola. A più riprese definito come "il più grande filosofo russo", Piatigorsky era fermamente convinto che un metodo di analisi universale avesse bisogno di un oggetto di studio altrettanto universale, e che questo avrebbe dovuto essere necessariamente la cultura. Il filosofo sosteneva che, alla base di questa presa di posizione, ci fosse la stessa cultura russa.
Piatigosrky notò che, al tempo, la maggior parte delle scienze umane aperte all'applicazione di metodi innovativi operassero focalizzandosi sul concetto di segno in senso metafisico. Lo studioso sottolineava anche che la semiotica non fosse dotata di una propria linea teorica, bensì di una teoria che in realtà era riflesso delle premesse metodologiche alla base della semiotica.
Secondo Piatigorsky, l'unico vero semiologo dopo Roman Jakobson sarebbe stato V. Ivanov.

#### Vyacheslav Ivanov
Ivanov fu tra i linguisti alla guida del Seminario sull'applicazione dei metodi matematici in linguistica (Mosca, 1956). Il linguista russo contribuì a definire l'oggetto di interesse della semiotica, che secondo Ivanov riguardava i tre mondi teorizzati dal filosofo austriaco Karl Popper: il mondo degli oggetti ed eventi fisici (che include le entità biologiche), il mondo degli oggetti ed eventi mentali e il mondo della conoscenza oggettiva. Il primo mondo era filtrato dal punto di vista dei simboli archetipici che descrivono gli oggetti; il secondo era visto come un'aggregazione di testi semiotici; il terzo, infine, era letto come una possibilità di potenziali ulteriori testi semiotici. Inoltre lo studioso sosteneva che, nel campo di interesse della semiotica, rientrassero anche i testi matematici, e che, per tale motivo, per la gerarchia delle scienze non sarebbe stato necessario porre la semiotica come scienza sottostante ad un'altra disciplina. Per Ivanov era fondamentale che la semiotica non fosse riconosciuta come una disciplina intermedia che si occupa dello studio dei segni: il linguista auspicava, piuttosto, uno sviluppo dei campi di interesse della disciplina stessa e un miglioramento delle tipologie di segno definite da Peirce. Questo sarebbe stato possibile, secondo Ivanov, creando una classificazione di testi ed attraverso una rielaborazione del linguaggio matematico a vantaggio della semiotica.
Le teorie di Ivanov giocano un ruolo importante nella distinzione tra sincronia e diacronia: secondo lo studioso, infatti, tale separazione sarebbe stata rimpiazzata da una ricostruzione storica degli eventi che si avvicendano a partire da un determinato momento.
Assieme a Revzin e altri intellettuali vicini alla Scuola, Ivanov fu tra i fondatori dell'Association for Machine Translation (Mosca, Dicembre 1956). Gli interessi dell'associazione ruotavano attorno a modelli analitici, linguistica e poetica, aspetti teoretici della traduzione computazionale, implementazione dei metodi fonologici nell'ambito della semantica.

#### Vladimir Toporov
Vladimir Nikolayevich Toporov, direttore dell'Accademia Russa delle Scienze dal 1960 (anno della sua fondazione) fino al 1963, fu tra i protagonisti della Scuola. Il filologo contribuì al primo riconoscimento ufficiale della semiotica come disciplina autonoma, grazie alla sezione di tipologia strutturale delle lingue slave presso la stessa Accademia e alle attività del Council of Cybernetics.
Nel 1958, presso la First All-Union Conference on Machine Translation di Mosca, Toporov presentò uno studio dal titolo "Sull'importanza dei metodi matematici nella linguistica".

#### Boris A. Uspenskij
Uspenskij fu uno dei membri di spicco della scuola. Il filologo e slavista tracciò un percorso dello sviluppo teorico della Scuola: all'inizio il focus principale era sul problema del linguaggio utilizzato per la descrizione del linguaggio stesso (metalinguaggio), mentre verso la conclusione dell'esperienza della scuola l'interesse è stato più orientato sull'oggetto della semiotica stessa e della cultura nelle sue diverse manifestazioni.

#### Vladimir Andreevič Uspenskij
Vladimir Uspenskij, logico e matematico russo, ha preso parte alla prima Scuola estiva di Semiotica a Kääriku nel 1964, e ne ha definito in seguito le particolarità e caratteristiche distintive:
- Isolamento: la partecipazione alla Scuola estiva prevedeva lunghe passeggiate del bosco e visite al lago, sulla cui spiaggia era presente una sauna finlandese.
- Democrazia: i partecipanti condividevano camere quadruple con due letti a castello. I pasti erano serviti ad orari specifici e venivano consumati presso un unico grande tavolo. I partecipanti erano messi allo stesso livello sia durante i pasti, sia nella sala in cui avevano luogo le conferenze.
- Libertà: i partecipanti erano assorbiti in un'atmosfera unica e caratterizzata dalla libertà di pensiero ed espressione.
- La presenza ispiratrice di Jurij Lotman: secondo Uspenskij, la presenza di Lotman costituiva il motore alla base delle attività della Scuola estiva. Era il semiologo russo, infatti, a condurre, coordinare e tenere alto il livello intellettuale della Scuola.

## Tesi per un’analisi semiotica delle culture
Le Tesi per un’analisi semiotica delle culture è un testo fondamentale per la nascita della semiotica della cultura come avanzata dalla Scuola di Tartu-Mosca.
Le tesi, pubblicate nel 1973, hanno segnato la nascita della Scuola di Tartu-Mosca e hanno posto le fondamenta per lo sviluppo della semiotica della cultura come disciplina a sé stante: essa si occupa di analizzare le correlazioni fra diversi sistemi segnici tenendo in considerazione la struttura gerarchica dei linguaggi culturali come aspetto primario e fondamentale. Ogni cultura è infatti caratterizzata da relazioni uniche fra i propri sistemi segnici, per capire a fondo un modello culturale è necessario quindi studiarne la storia e lo sviluppo. Lo stesso Jurij Lotman afferma di non essere certo di poter tracciare una linea netta fra una descrizione storica e una semiotica.
È interessante notare come il sottotitolo delle Tesi reciti in russo “v primenenii k slavjanskim teksam”, traducibile in italiano letteralmente come “in applicazione ai testi slavi”; non a caso molti esponenti della Scuola di Tartu, fra cui lo stesso Lotman, venivano da studi di filologia slava, letteratura e storia. Questo fatto rappresenta uno dei tasselli per i quali Thomas e Irene Winner descrivono le Tesi come ampiamente inclusive, penetranti e criptiche. Soffermandosi sull'ultimo aggettivo, la natura criptica delle Tesi è dovuta in parte al contenuto, in parte alle traduzioni che nel tempo hanno omesso o male interpretato alcuni concetti, di certo non favorendone la diffusione ai lettori non di lingua russa.
Il testo consiste in nove tesi divise in sottosezioni. Le Tesi non hanno titolo ma trattano argomenti diversi seppur collegati. In primo luogo, viene data una definizione della semiotica della cultura che a sua volta ridefinisce il concetto stesso di “cultura”. Da qui in poi le restanti sezioni continuano a definire alcuni punti cardine della Scuola semiotica di Tartu-Mosca. Il testo è firmato Jurij Lotman, Vjacheslav Ivanov, Aleksandr Pjatigorskij, Vladimir Toporov e Boris Uspenskij.

### Prima tesi
Tutta l’attività umana volta a elaborare, scambiare e conservare informazioni possiede una certa unità.
La definizione più intuitiva che si ricava da questa prima tesi è che i sistemi segnici possono funzionare solo come unità e non in isolamento. Analizzare i fenomeni culturali come eventi isolati sarebbe insensato. I sistemi si reggono su complesse relazioni fra di loro. La cultura si basa su una serie di opposizioni semiotiche del tipo interno/esterno, spazio culturale/spazio extra-culturale, vita/morte, ecc. Visivamente, le culture appaiono come una serie di sfere che interagiscono le une con le altre, la comunicazione avviene attraverso la traduzione di un linguaggio culturale estraneo in termini noti alla propria cultura. Il meccanismo principale attraverso il quale una cultura si evolve e prende vita è infatti quello della traduzione. Questo concetto è fondamentale in quanto una cultura si arricchisce soltanto quando entra in contatto con elementi extra-semiotici i quali tradotti portano nuovi significati.

### Seconda tesi
La cultura come gerarchia di sistemi semiotici a cui corrisponde una serie di sfere extra-semiotiche che la circondano.
Una cultura è determinata dalle sue unità semiotiche interne. Una stessa cultura può contribuire a formare una sfera più ampia in correlazione con un'altra cultura. Questa tesi tratta principalmente i problemi che riguardano la correlazione fra le singole culture e il rapporto tra di esse.

### Terza tesi
Il testo come concetto fondamentale della semiotica moderna.
La vera rivoluzione della Scuola di Tartu-Mosca è l’introduzione del concetto di testo (tekst) come punto cardine e fondamentale dello studio della semiotica. È fondamentale in quanto potenzialmente connette la semiotica con tutte le altre scienze o arti poiché da definizione qualsiasi cosa che porti con sé un significato può essere considerata e analizzata in forma testuale, ossia come un testo. Ne consegue che un testo non è solo una produzione scritta in lingua naturale, ma anche un’opera pittorica, una fotografia, un diagramma, una serie di espressioni facciali, una sonata per pianoforte, e molto altro. Anche testi risultanti da composizioni non sintagmatiche possono trasmettere un messaggio e suscitare una reazione nel lettore. Un testo può essere continuo o discreto, per questo motivo serve una visione comprensiva che individui le unità testuali. La terza tesi affronta anche il problema del mittente-destinatario e le implicazioni ad esso connesse, ossia come un testo possa essere interpretato nel linguaggio del mittente e come a sua volta nel linguaggio del destinatario.

### Quarta tesi
Il “testo della cultura” è un testo in lingua secondaria.
Questa tesi introduce il concetto di “testo della cultura” e ne analizza le relazioni con la lingua naturale. Gli autori distinguono tre casi. In un primo caso, un testo in lingua naturale non è un testo della cultura. Le frasi pronunciate nella parlata quotidiana non sono necessariamente testi della cultura ma hanno comunque un significato. Un secondo caso è rappresentato dalla relazione simultanea di significato dove il testo della cultura e il testo in lingua naturale si sovrappongono; una poesia è un testo scritto in lingua naturale e contemporaneamente è anche un testo della cultura per il significato extra-verbale di cui è portatrice. In ultima istanza, un testo della cultura può essere rappresentato da un non-testo in lingua naturale. Si evince che ogni testo in lingua naturale non è per forza un testo della cultura e, viceversa, un testo della cultura non deve imperativamente sottostare alle regole grammaticali, sintattiche e sintagmatiche delle lingue naturali.

### Quinta tesi
Il posto del testo nello spazio testuale è definito come il rapporto fra il testo e l’insieme dei testi potenziali.
Nella ricerca filologica i problemi maggiori sorgono a causa di un approccio analitico dualistico che oppone sincronia e diacronia. Il concetto semiotico di testo, come definito dalla Scuola di Tartu-Mosca, potrebbe superare questo limite favorendo un approccio complesso e più completo. L’errore alla base del dualismo sincronia/diacronia è che questo non tiene in considerazione la questione pancronica della lingua. Vi sono lingue che pur non essendo più in uso vengono comunque utilizzate a livello di comunicazione culturale. Pensiamo per esempio alla lingua slava ecclesiastica utilizzata tutt’oggi in alcune funzioni della chiesa ortodossa nonostante non sia parlata all'infuori di quel contesto culturale. Nella ricostruzione filologica dei testi la categoria semiotica di significato e significante assumono un ruolo centrale.

### Sesta tesi
La cultura è un meccanismo di memoria collettivo che elabora e conserva informazioni.
La cultura può essere descritta sia come un congegno generatore di nuovi testi sia come un meccanismo di conservazione e memorizzazione. La memoria e la cultura, infatti, sono strutture semiotiche affini seppur situate su livelli differenti. Quando si crea un nuovo testo, questo verrà infine memorizzato, preservato, riutilizzato e forse reinterpretato dai membri futuri della stessa cultura o di una differente. I creatori immagazzinano all'interno di un testo non solo informazioni, ma anche la propria personalità e vena creativa. Ne consegue che quando una cultura assimila un testo proveniente da una diversa area culturale, i riceventi ne assorbono i tratti personali e comportamentali dei mittenti. Quello che ne consegue è che i partecipanti alla discussione culturale comunicano fra di loro attraverso sistemi semiotici perfettamente organizzati e funzionanti. Si parla di sistemi al plurale perché, quasi da definizione, l’atto comunicativo contempla almeno due attori. Tutto funziona in relazioni dualistiche o plurime. La cultura inoltre si basa sulla lingua naturale, rispetto alla quale si differenzia essendo un sistema secondario. I sistemi secondari sono quelli su cui costruiamo la nostra immagine di realtà, sono chiamati secondari perché sono in relazione di secondarietà con i sistemi primari – le lingue naturali – su cui si basano. Se i sistemi secondari derivano direttamente dalla lingua naturale, essi sono invece ricavati in relazione parallela con le espressioni artistiche. Quest’ultimo concetto solleva il problema del confronto fra modelli semiotici discreti e non: come paragonare le belle arti con le arti verbali? I modelli semiotici discreti sono comparabili a quelli continui ma non completamente convertibili o traducibili.

### Settima tesi
Sulla traducibilità delle strutture, dei testi e delle funzioni.
La traduzione da un sistema ad un altro lascia sempre dietro di sé un residuo intrinseco di intraducibilità. Sono distinti tre casi in base ai diversi canali di trasmissione. Il primo caso si occupa della traduzione fra canali appartenenti alla stessa tradizione culturale; il secondo riguarda la trasmissione di un testo originato in una specifica cultura attraverso due o più canali; il terzo concerne la trasmissione di un testo attraverso diversi canali dei quali uno è rappresentato dalla cultura ricevente.
Il concetto di traduzione diverrà poi centrale nella Scuola di Tartu-Mosca e giungerà al culmine con la pubblicazione nel 1995 del libro La Traduzione Totale di Peeter Torop.

### Ottava tesi
Descrivere il ruolo di un testo in una determinata cultura non è sufficiente per descrivere la sua organizzazione immanente su livelli differenti.
Questo concetto va di pari passo con quanto affermato nelle tesi precedenti (nella sesta tesi in particolare): un sistema culturale non può sostenersi da sé. Il compito del semiotico è di studiare le interazioni dei diversi livelli di un sistema i quali sono connessi grazie alla loro proprietà isomorfica: sono regolati dalle stesse regole e relazioni combinatorie. Il passaggio da un livello ad un altro è mediato dalla riscrittura delle regole o più in generale dall’estensione di significato di un segno appartenente ad un livello superiore verso un livello inferiore. Nel passaggio da un livello superiore ad uno inferiore il segno si realizza in quest’ultimo come un vero e proprio testo. Le regole combinatorie sono dipendenti dal contesto, il che significa che ogni segno può essere interpretato come un testo in base al contesto in cui si trova.

### Nona tesi
Quando diversi livelli e sottosistemi si uniscono in un unico sistema semiotico culturale, due meccanismi tra loro contrari operano: la tendenza alla varietà, ossia il poliglottismo della cultura innescato dall'aumento dei linguaggi semiotici diversamente organizzati; e la tendenza all'uniformità, ossia la tendenza di una cultura di interpretare sé stessa o altre culture come linguaggi unitari rigorosamente organizzati. Il primo meccanismo è marcato dalla continua creazione di nuove lingue interne alla stessa cultura la quale si presenta come un’unità al suo interno irregolare. I sistemi di segni artificiali sono in tal proposito interessanti da osservare in quanto rappresentato un tentativo di slancio verso la massima regolarità. Ciononostante, una regolarità imposta dall'alto sui sistemi secondari può portare in realtà ad un aumento dell’irregolarità e di conseguenza essere fonte di confusione nella vita reale. Alcuni metatesti come le istruzioni e le direttive rappresentano al meglio questo mito della regolarità nel quale alcune culture ci si rappresentano. Il modello di una cultura è il meccanismo di base che impartisce coerenza e unità ai vari livelli esprimendo auto-caratteristiche che regolano la costruzione della cultura come insieme. Un altro meccanismo di unificazione è l’orientamento della cultura. Possiamo osservare nel tempo come alcune culture si orientino verso una tradizione scritta oppure orale, verso l’interpretazione della realtà tramite parole o immagini, e altre opposizioni dualistiche.
I testi scientifici sono allo stesso tempo descrittivi di una cultura e parte della stessa.

## Altri esponenti
- Aleksandr Moiseevič Pjatigorskij
- Boris Michajlovič Gasparov
- Vjačeslav Vsevolodovič Ivanov
- Vladimir Nikolaevič Toporov
- Boris Andreevič Uspenskij
- Aleksandr Konstantinovič Žolkovskij
- Jurij Iosifovič Levin
- Michail Leonovič Gasparov
- Isaak Iosifovič Revzin
- Jurij Konstantinovič Lekomcev
- Elena Viktorovna Padučeva
- Sergej Jur'evič Nekljudov
- Peeter Torop
- Roman Grigor'evič Lejbov